# Canton de Bergerac-2
Pour les articles homonymes, voir Canton de Bergerac (homonymie).
Le canton de Bergerac-2 est une circonscription électorale française, située dans le département de la Dordogne, en région Nouvelle-Aquitaine.
Avant 2015, c'était une division administrative. 

## Historique
Le canton de Bergerac-2 est issu en 1973 de la partition en deux du canton de Bergerac. Il fait partie de l'arrondissement de Bergerac.

### Redécoupage cantonal de 2014-2015
Par décret du 21 février 2014, le nombre de cantons du département est divisé par deux, avec mise en application aux prochaines élections départementales prévues en mars 2015. Le canton de Bergerac-2 est conservé mais ses limites sont modifiées. Il passe de onze à dix communes.

## Géographie
Ce canton est organisé autour de Bergerac dans l'arrondissement de Bergerac. Son altitude varie de 17 m (Bergerac, Cours-de-Pile, Creysse, Mouleydier, et Saint-Germain-et-Mons) à 173 m (Queyssac).

## Représentation

### Représentation avant 2015
| Période | Période          | Identité               | Étiquette                   | Qualité |
| ------- | ---------------- | ---------------------- | --------------------------- | --- |
| 1973    | 1977             | André Mary (1926-2016) | DVD                         | Docteur en médecine à Bergerac                                                                                     |
| 1977    | 1992             | Jean Chagneau          | PS                          | Œnologue Conseiller municipal de Bergerac                                                                          |
| 1992    | 1995 (démission) | Daniel Garrigue        | RPR                         | Administrateur des services de l'Assemblée nationale Député (1993-1997 et 2002-2012) Maire de Bergerac (1995-2008) |
| 1995    | 2015             | Jean Chagneau          | DVG puis PS (jusqu'en 2015) | Œnologue Adjoint au maire de Bergerac (2008-2014)                                                                  |

### Représentation à partir de 2015
| Période élective | Période élective | Mandat | Mandat   | Identité          | Nuance | Nuance | Qualité                                                                                                   |
| ---------------- | ---------------- | ------ | -------- | ----------------- | ------ | ------ | --- |
| 2015             | 2021             | 2015   | 2021     | Frédéric Delmarès |        | PS     | Maire de Creysse Président de la Communauté d'agglomération bergeracoise                                  |
| 2015             | 2021             | 2015   | 2021     | Cécile Labarthe   |        | PS     | Conseillère municipale de Bergerac (2014-2020)                                                            |
| 2021             | 2028             | 2021   | en cours | Frédéric Delmarès |        | PS     | Conseiller sortant, 9e vice-président chargé de la santé et de la démographie médicale                    |
| 2021             | 2028             | 2021   | en cours | Cécile Labarthe   |        | PS     | Conseillère sortante, 12e vice-présidente chargée des solidarités territoriales et du développement local |

### Résultats détaillés

#### Élections de mars 2015
À l'issue du premier tour des élections départementales de 2015, deux binômes sont en ballottage : Robert Dubois et Karine Havard (FN, 27,55 %) et Frédéric Delmarès et Cécile Labarthe (PS, 27,27 %). Le taux de participation est de 55,42 % (7 818 votants sur 14 108 inscrits) contre 60,04 % au niveau départemental et 50,17 % au niveau national.
Au second tour, Frédéric Delmarès et Cécile Labarthe (PS) sont élus avec 57,67 % des suffrages exprimés et un taux de participation de 57,47 % (4 092 voix pour 8 108 votants et 14 109 inscrits).

#### Élections de juin 2021
Le premier tour des élections départementales de 2021 est marqué par un très faible taux de participation (33,26 % au niveau national). Dans le canton de Bergerac-2, ce taux de participation est de 33,39 % (4 770 votants sur 14 286 inscrits) contre 40,86 % au niveau départemental. À l'issue de ce premier tour, deux binômes sont en ballottage : Frédéric Delmarès et Cécile Labarthe (PS, 36,21 %) et Christophe David-Bordier et Sophie Tomas (Divers, 17,45 %).
Le second tour des élections est marqué une nouvelle fois par une abstention massive équivalente au premier tour. Les taux de participation sont de 34,3 % au niveau national, 41,41 % dans le département et 34,25 % dans le canton de Bergerac-2. Frédéric Delmarès et Cécile Labarthe (PS) sont élus avec 61,35 % des suffrages exprimés (2 654 voix pour 4 892 votants et 14 285 inscrits),,. 

## Composition

### Composition avant 2015

Situation du canton de Bergerac-2 dans l'arrondissement de Bergerac en 2014, hormis la portion de territoire de la commune de Bergerac.

Lors de sa création, le canton de Bergerac-2 se composait de :
- la fraction de la commune de Bergerac située au sud de la Dordogne (rive gauche)
- dix autres communes : Cours-de-Pile, Creysse, Lamonzie-Montastruc, Lembras, Mouleydier, Queyssac, Saint-Germain-et-Mons, Saint-Laurent-des-Vignes, Saint-Nexans et Saint-Sauveur.

### Composition à partir de 2015
| Nom                              | Code Insee | Intercommunalité | Superficie (km2) | Population (dernière pop. légale)               | Densité (hab./km2) | Modifier                                    |
| -------------------------------- | ---------- | ---------------- | ---------------- | ----------------------------------------------- | ------------------ | ------------------------------------------- |
| Bergerac (bureau centralisateur) | 24037      | CA bergeracoise  | 56,10            | Fraction : 8 885 (2022) Commune : 26 852 (2022) | 479                | modifier les données · modifier les données |
| Cours-de-Pile                    | 24140      | CA bergeracoise  | 10,81            | 1 563 (2022)                                    | 145                | modifier les données · modifier les données |
| Creysse                          | 24145      | CA bergeracoise  | 11,02            | 1 738 (2022)                                    | 158                | modifier les données · modifier les données |
| Lamonzie-Montastruc              | 24224      | CA bergeracoise  | 20,66            | 692 (2022)                                      | 33                 | modifier les données · modifier les données |
| Lembras                          | 24237      | CA bergeracoise  | 10,59            | 1 255 (2022)                                    | 119                | modifier les données · modifier les données |
| Mouleydier                       | 24296      | CA bergeracoise  | 8,49             | 1 155 (2022)                                    | 136                | modifier les données · modifier les données |
| Queyssac                         | 24345      | CA bergeracoise  | 12,35            | 530 (2022)                                      | 43                 | modifier les données · modifier les données |
| Saint-Germain-et-Mons            | 24419      | CA bergeracoise  | 14,13            | 893 (2022)                                      | 63                 | modifier les données · modifier les données |
| Saint-Nexans                     | 24472      | CA bergeracoise  | 12,38            | 1 013 (2022)                                    | 82                 | modifier les données · modifier les données |
| Saint-Sauveur                    | 24499      | CA bergeracoise  | 9,31             | 855 (2022)                                      | 92                 | modifier les données · modifier les données |
| Canton de Bergerac-2             | 2402       |                  |                  | 18 579 (2022)                                   |                    | modifier les données                        |

Les limites du canton sont modifiées. La fraction concernée de la commune de Bergerac voit ses limites territoriales changées (elle occupe maintenant la partie sud-est et est de Bergerac, sur les deux rives de la Dordogne) et le canton passe de onze à dix communes. Celle de Saint-Laurent-des-Vignes n'en fait plus partie et rejoint un canton nouvellement créé, celui du Pays de la Force. Le bureau centralisateur reste fixé à Bergerac.
Le nouveau canton comprend :
1. neuf communes entières,
2. la partie de la commune de Bergerac non incluse dans le canton de Bergerac-1.

## Démographie

### Démographie avant 2015
| 1975 | 1982 | 1990   | 1999   | 2006   | 2011   | 2012   |
| ---- | ---- | ------ | ------ | ------ | ------ | ------ |
| -    | -    | 15 835 | 15 533 | 15 701 | 16 565 | 16 904 |

### Démographie depuis 2015
En 2022, le canton comptait 18 579 habitants, en évolution de +3,15 % par rapport à 2016 (Dordogne : +0,37 %, France hors Mayotte : +2,11 %).
| 2013   | 2018   | 2022   |
| ------ | ------ | ------ |
| 18 401 | 17 925 | 18 579 |